# Desa Cibuntu (administrativ by i Indonesien, lat -6,85, long 108,43)
Desa Cibuntu är en administrativ by i Indonesien.   Den ligger i provinsen Jawa Barat, i den västra delen av landet, 190 km öster om huvudstaden Jakarta.